# De laatste zeven maanden van Anne Frank (film)
De laatste zeven maanden van Anne Frank is een Nederlandstalige documentaire van Willy Lindwer uit 1988 over het laatste deel van het leven van Anne Frank, toen ze in de concentratiekampen verbleef.
Zeven Joodse vrouwen met een belangrijke rol in het leven van Anne Frank, doen hun verhaal, onder wie Janny Brandes-Brilleslijper, Bloeme Evers en Hannah Pick-Goslar.
In 1988 won Lindwer de International Emmy Award voor zijn film. In 2008 verscheen een gelijknamig boek van Lindwer.

## Bijdragers
- Janny Brandes-Brilleslijper
- Bloeme Evers
- Hannah Pick-Goslar
- Mary Bos
- Rachel Van Amerongen-Frankfoorder
- Kitty Gokkel-Egyedi
- Juultje Ketellapper
- Sanne Ledermann
- Rie Swillens (als Ietje Swillens)
- Martha van den Berg
- Lucie van Dijk
- Lenie de Jong-van Naarden
- Bob Brandes
- Lin Jaldati
- Anne Frank (archiefmateriaal)
- Margot Frank (archiefmateriaal)
- Edith Frank (archiefmateriaal)
- Otto Frank (archiefmateriaal)
- Karl Silberbauer (archiefmateriaal)